# Hrabstwo Jefferson (Ohio)
Hrabstwo Jefferson (ang. Jefferson County) – hrabstwo w stanie Ohio w Stanach Zjednoczonych. Obszar całkowity hrabstwa obejmuje powierzchnię 410,87 mil2 (1 064,16 km²). Według danych z 2010 r. hrabstwo miało 69 709 mieszkańców. Hrabstwo powstało 29 lipca 1797 roku i nosi imię Thomasa Jefferson, który w tym czasie był wiceprezydentem Stanów Zjednoczonych.

## Sąsiednie hrabstwa
- Hrabstwo Columbiana (północ)
- Hrabstwo Hancock (Wirginia Zachodnia) (północny wschód)
- Hrabstwo Brooke (Wirginia Zachodnia) (wschód)
- Hrabstwo Ohio (Wirginia Zachodnia) (południowy wschód)
- Hrabstwo Belmont (południe)
- Hrabstwo Harrison (południowy zachód)
- Hrabstwo Carroll (północny zachód)

## Miasta
- Steubenville
- Toronto

## CDP
- Brilliant
- Connorville
- East Springfield
- Pottery Addition

## Wioski
- Amsterdam
- Bergholz
- Bloomingdale
- Dillonvale
- Empire
- Irondale
- Mingo Junction
- Mount Pleasant
- New Alexandria
- Rayland
- Richmond
- Smithfield
- Stratton
- Tiltonsville
- Wintersville
- Yorkville